# Folke Petersson
Folke Petersson, född 25 februari 1907 i Madesjö församling, död 15 februari 1996 i Nybro, var en svensk läroverkslektor och hembygdsforskare.
Folke Petersson avlade studentexamen 1926 i Kalmar, teologie kandidatexamen 1930, filosofie kandidatexamen 1931, teologie licentiatexamen 1938 och teologie doktorsexamen 1940 (enligt en källa 1941), allt i Lund. Han blev lektor i kristendom och filosofi vid Helsingborgs högre allmänna läroverk för gossar 1943–1954 och vid Rostads folkskoleseminarium från 1954.
Han var en hängiven släktforskare och hembygdsforskare, särskilt om Madesjö, men även om Örsjö socken och Oskars församling. Förutom i bokform publicerades resultaten i Nybro Tidning.